# Lee Won-hee
Lee Won-hee (Koreaans: 이원희) (19 juli 1981) is een voormalig Zuid-Koreaans judoka. Lee won in 2003 zowel de gouden medaille op de Aziatische als de wereldkampioenschappen. Lee behaalde zijn grootste succes in 2004 door het winnen van olympisch goud in Athene. Lee laatste internationale overwinning was het winnen van de gouden medaille tijdens de Aziatische Spelen 2006.

## Resultaten
- Aziatische kampioenschappen judo 2003 in Jeju  in het lichtgewicht
- Wereldkampioenschappen judo 2003 in Osaka  in het lichtgewicht
- Olympische Zomerspelen 2004 in Athene  in het lichtgewicht
- Aziatische Spelen 2006 in Doha  in het lichtgewicht

1964: Takehide Nakatani ·
1972: Takao Kawaguchi ·
1976: Héctor Rodríquez ·
1980: Ezio Gamba ·
1984: Ahn Byeong-keun ·
1988: Marc Alexandre ·
1992: Toshihiko Koga ·
1996: Kenzo Nakamura ·
2000: Giuseppe Maddaloni ·
2004: Lee Won-hee ·
2008: Elnur Mammadli · 
2012: Mansoer Isajev · 
2016: Shohei Ono · 
2020: Shohei Ono · 
2024: Hidayet Heydarov